# 30/60
《30/60》는 1989년 3월 3일에 방영한 KBS 드라마게임이다.

## 줄거리
산부인과 의사인 노총각 석현은 홀아버지와 함께 살고, 방송국 PD인 인경은 얼마 전 어머니를 모시고 같은 아파트로 이사를 오게 된다. 우연히 석현의 아버지와 인경의 어머니는 알게 되고 서로 자식들 이야기하다가 두 사람을 중매서기로 한다. 하지만 두 사람 모두 약속장소에 나오지 않아 무안해진 어른들은 각자 자식에게 호통을 친다.
그 후 석현과 인경은 우연히 만나게 되고 서로의 사정을 알게 되면서 부모 몰래 데이트를 즐기며 가까워진다. 그때 석현의 아버지와 인경의 어머니도 자주 만나며 가까워져 재혼하기로 마음을 굳히고 자식에게 말하기로 한다. 그러나 네 사람이 아파트 현관에서 마주치게 되고, 그리고 부모들의 비밀 데이트가 공개된 날, 석현과 인경은 결혼하겠다고 밝힌다. 어른들은 어찌할 바를 모르며 안타까움에 잠 못 이룬다.

## 등장 인물

### 주요 인물
- 사미자 : 인경의 어머니 역
- 이일웅 : 석현의 아버지 역
- 정애리 : 인경 역
- 나한일 : 석현 역

### 그 외 인물
- 이진숙 : 석현의 고모 역
- 박정수 : 인경의 이모 역
- 한진주 : 간호사 역
- 이한위 : 방송 스테프 역
- 임은영 : 라디오 DJ 역

## 토론
- 진행자 : 김재원